# Kamal Nath

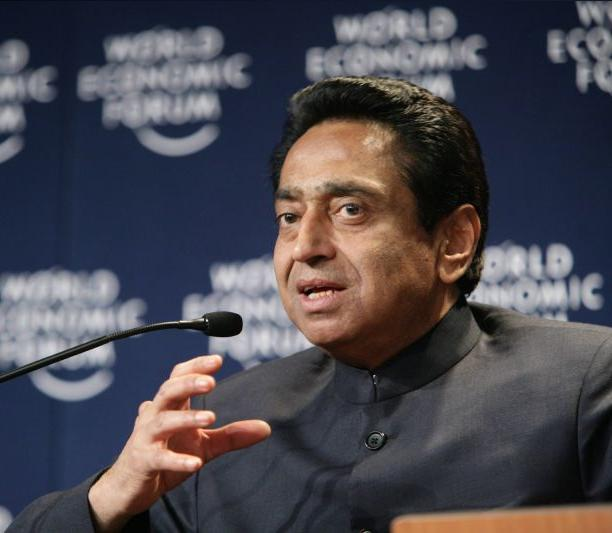
Kamal Nath på World Economic Forum (2007)

Kamal Nath, född 18 november 1946, är en indisk politiker och tidigare minister för handel och industri i Manmohan Singhs indiska regering.

## Utmärkelser
Kamal Nath fick utmärkelsen FDI Personality of the Year 2007 av FDI magazine och "Financial Times Business" för hans "aktiva ansträngningar för att attrahera utländska företag till Indien, gynna exporten liksom handel och investeringar".